# Chiasso
Chiasso (italienskt uttal: [ˈkjasso]
 ( lyssna), äldre tyskt namn: Pias) är en ort och kommun i distriktet Mendrisio i kantonen Ticino i Schweiz. Kommunen har 7 565 invånare (2023).
I kommunen finns även byarna Pedrinate och Seseglio. Kommunen gränsar på tre sidor mot Italien och i Pedrinate ligger Schweiz sydligaste punkt. Från Chiasso är det cirka 5 kilometer till den italienska staden Como.
Chiasso är en viktig gränsövergång mellan Schweiz och Italien. Här övergår den schweiziska motorvägen A2 i den italienska motorvägen A9 mot Milano. Chiasso har även en stor godsbangård och Sankt Gotthardsbanan går här över till den italienska järnvägen mot Milano.